# فریکسون ارازو
فریکسون اراسو (اسپانیایی: Frickson Erazo‎؛ زاده ۵ مهٔ ۱۹۸۸) یک بازیکن فوتبال اهل اکوادور است.
وی همچنین در تیم ملی فوتبال اکوادور بازی کرده‌است.